# Clethra alexandri
Clethra alexandri är en tvåhjärtbladig växtart som beskrevs av August Heinrich Rudolf Grisebach. Clethra alexandri ingår i släktet Clethra och familjen Clethraceae. Inga underarter finns listade i Catalogue of Life.